# Odenwaldschule
De Odenwaldschule (kortweg OSO voor Odenwaldschule Ober-Hambach) was een internaat in de wijk Ober-Hambach van de Hessische stad Heppenheim. Het werd opgericht op 17 april 1910 door Paul en Edith Geheeb. De school was particulier en stond lange tijd bekend als een voorbeeldinternaat van de reformpedagogiek.
De Odenwaldschule kreeg vooral publieke aandacht sinds eind jaren 90, toen decennialang systematisch seksueel misbruik door verschillende docenten en schoolhoofd Gerold Becker van leerlingen bekend werd.
Op 16 juni 2015 diende de Odenwaldschule een faillissementsaanvraag in, enkele weken later eindigde de schoolactiviteiten.

## Geschiedenis en onderwijskundig concept

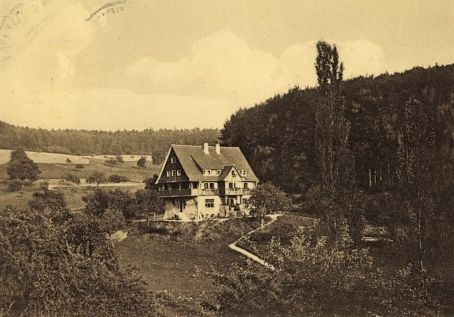
Odenwaldshule, het schoolgebouw ("Goethehuis") in het jaar van de oprichting van de school in 1910; voorheen bekend als "Kurpension Lindenheim". Hedendaagse ansichtkaart.

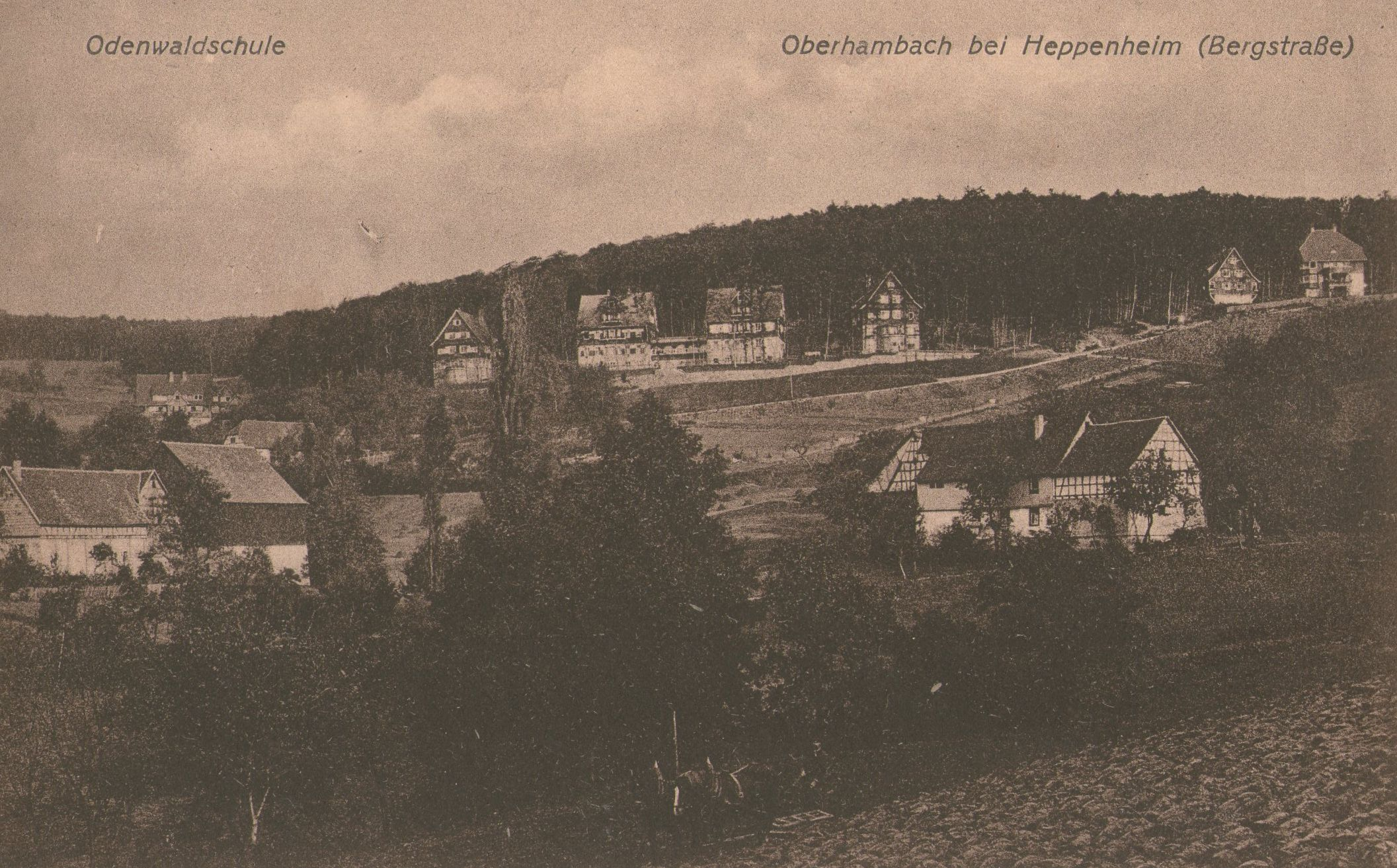
Het schoolterrein met de schoolgebouwen die rond 1911 aan de bosrand zijn gebouwd, van links naar rechts: "Herder", "Fichte", "Schiller" en "Humboldthaus", rechts daarvan afgelegen: "Max-Cassirer-Haus" en "Drude-Haus" (in 1927 "Pestalozzihaus"). Aan de linkerkant van de afbeelding, in het midden: herberg "Zum Lindenstein", daarboven het "Goethehaus". Hedendaagse ansichtkaart, 1918.

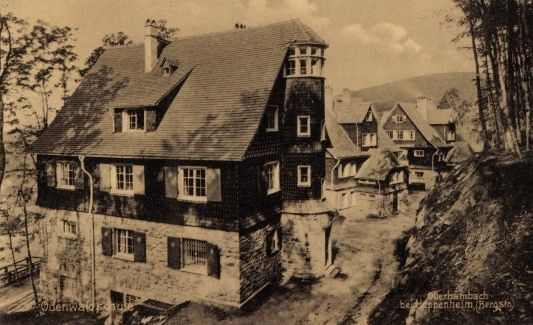
Het "Humboldthuis" op de voorgrond, het "Schiller" en "Fichte" huis. Hedendaagse ansichtkaart, 1920.

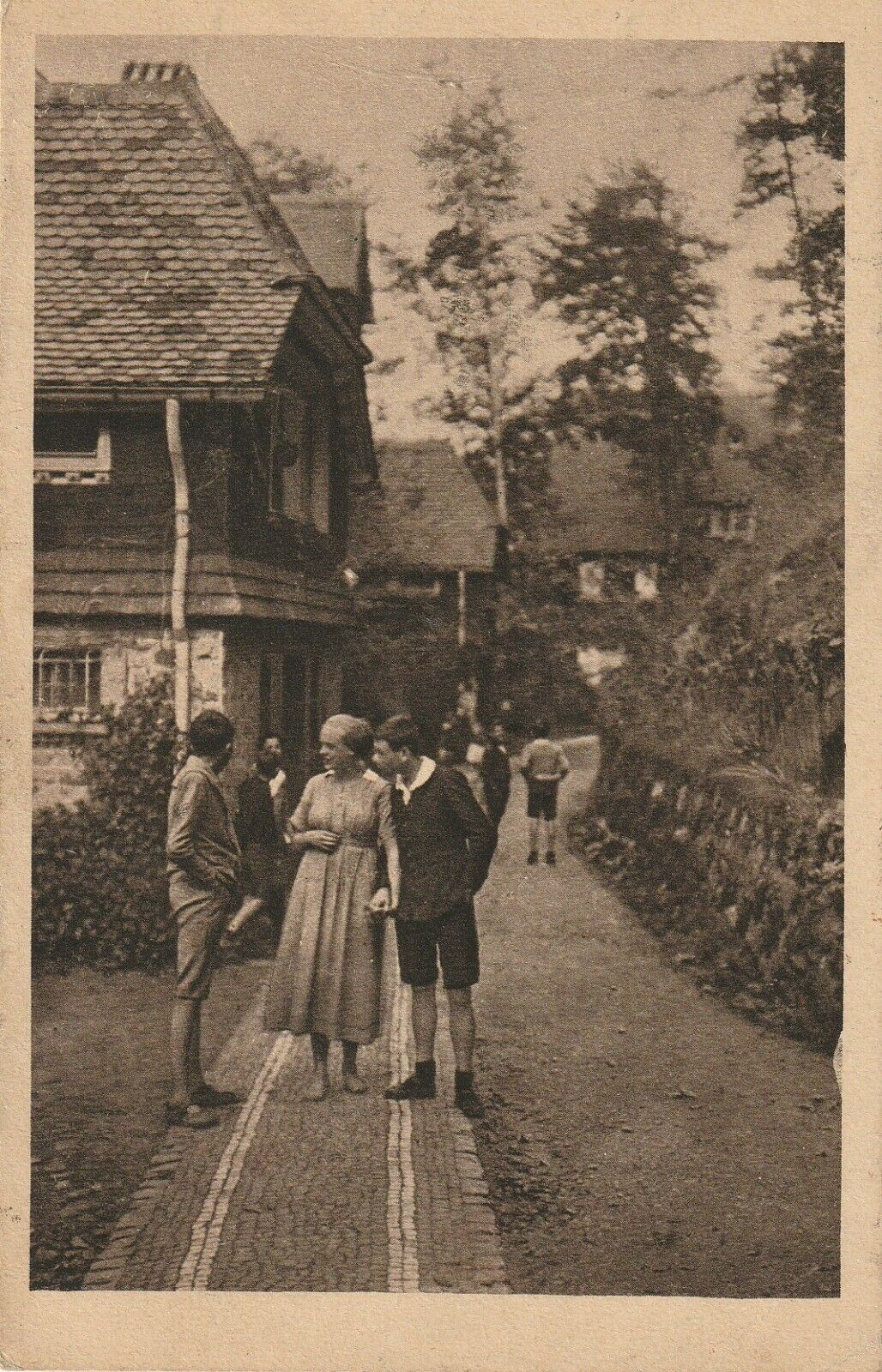
Leerlingen op de "bovenste weg", met het "Schiller" en "Fichtehaus" op de achtergrond, en het "Herderhaus". Hedendaagse ansichtkaart uit ongeveer 1920.

De Odenwaldschule ontstond in nauwe relatie met de beweging van de hervormingspedagogiek aan het begin van de 20e eeuw. De school werd opgericht op 17 april 1910 door Edith en Paul Geheeb. Het eerste schoolgebouw was het later meerdere keren uitgebreide "Goethehuis", voorheen "Kurpension Lindenheim". De aankoop van het terrein en de verdere gebouwen werden gefinancierd door de vader van Edith Geheeb, de Berlijnse gemeenteraadslid Max Cassirer, die de Odenwaldschule duurzaam ondersteunde en sinds 1925 ook zelf op het terrein woonde. Al in 1910/11 werd volgens plannen van de architect Heinrich Metzendorf de architectonische kern van de Odenwaldschule in landhuisstijl gebouwd en vernoemd naar Geheeb's "helden" van het idealisme, bestaande uit het machinegebouw (later "washuis"), het "Herder", "Fichte", "Schiller" en "Humboldthuis" (in 1938 door het nationaalsocialistische schoolbestuur omgedoopt tot "Dürerhuis"). De identieke huizen "Herder" en "Humboldt" hebben aan de hellingkant opvallende trappenhuis-erkers en mansardedaken. Kort daarna werd aan de bovenste weg het huis van schrijver Wilhelm von Scholz gebouwd, dat hij liet bouwen voor zijn vrouw Irmgard en hun kinderen Wilhelm en Irmgard; zij behoorden tot de eerste 15 kinderen die op de Odenwaldschule werden onderwezen. In 1915 trokken Edith Geheeb's broer Kurt en zijn vrouw Eva Cassirer in het huis, dat daarna het "Cassirer-huis" werd genoemd (in 1934 omgedoopt tot "Bachhuis" door het nationaalsocialistische schoolbestuur). In 1918 werd de reeds bestaande "Haus Sonnenschein", voorheen een huishoudschool voor hogere dochters, aangekocht en als "Drude-Haus" aangeduid, in 1927 omgedoopt tot "Pestalozzi-Haus". Als volgende bouwprojecten volgden: in 1921 het "Wettsteinhaus", in 1923 het "Werkstättenhaus" met de drukkerij en werkruimtes, dat in 1923 op de plaats van een eerder geplande zaal tussen het "Herder" en "Goethe-Haus" werd gebouwd, en in 1925 het "Platonhaus", dat in de kelder de aula herbergde en op de begane grond de woning voor Max en Hedwig Cassirer.
Geheeb voelde zich geïnspireerd door de slogan "Word wie je bent" (Γένοιο οἷος ἔσσι.) van de Griekse dichter Pindar. Dienovereenkomstig zou de school gemeenschap, persoonlijkheid en zelfbepaald handelen moeten bevorderen.
Het pedagogische concept van de oprichters werd gekenmerkt door de principes van de arbeidsschool, de introductie van een cursussysteem en het afzien van jaargroepen. In 1912 werkten de pedagoog Otto Erdmann, een vriend van Geheeb, en Geheebs voormalige student Mario Jona (1890-1949) aan een passend plan voor deze onderwijsorganisatie, waarvan de benaderingen door Jona al waren ontworpen op het Landerziehungsheim Wickersdorf. Alle studenten, "kameraden" genoemd op de Odenwaldschule, zouden kunnen bijdragen, meebeslissen en medeverantwoordelijk zijn. "De Odenwaldschule is een vrije gemeenschap waarin verschillende generaties vrij met elkaar omgaan en van elkaar kunnen leren", stond in het schoolreglement. Door de - voor het eerst binnen de Landerziehungsheim-beweging - geïntroduceerde co-educatie van meisjes en jongens en de betrokkenheid van kinderen en jongeren bij de "schoolgemeenschap", trok de Odenwaldschule tijdens de oprichtingsperiode en de Weimarrepubliek nationale en internationale aandacht van intellectuele kringen. Kinderen en jongeren zouden zoveel mogelijk individuele leermogelijkheden moeten krijgen - intellectuele, praktische, ambachtelijke en artistieke. Ze woonden in gemengde leeftijdsgroepen, de "families", waarvan het hoofd de leraar ("medewerker") of een leraarspaar was en die elk jaar opnieuw werden samengesteld. Andere kenmerken van het pedagogische concept van de school waren onder meer het gemeenschappelijke naakt sporten van meisjes en jongens, de naakte "luchtbaden" elke ochtend op een speciaal daarvoor bestemd veld aan de rand van het bos en het gebruik van de informele aanspreekvorm tegenover leraren. De school was in de jaren twintig internationaal bekend; tot 1938 werkten er ook buitenlandse leraren uit Engeland en de Verenigde Staten. Van 1924 tot 1933 was de hervormingspedagoog Martin Wagenschein leraar aan de Odenwaldschule.

### De "Gemeenschap van de Odenwaldschool" (1933-1945)
Op 7 en 11 maart 1933 vonden er al "zuiveringsacties" plaats in de bibliotheken van studenten en leraren als voorbereiding op de "actie tegen de on-Duitse geest", uitgevoerd door leden van de SA. Op de Goetheplatz vond een boekverbranding plaats. De toenmalige scheikundeleraar Erich (Esra) Steinitz werd vanwege zijn Joodse afkomst tijdens de zoekactie op 7 maart 1933 door de Goetheplatz gejaagd, tijdelijk vastgehouden en naar een gevangenis in Darmstadt gebracht. Toen de SA eind maart 1933 opnieuw naar de school kwam en Steinitz opnieuw dreigde te worden gearresteerd, vluchtte hij op 1 april 1933 naar Zwitserland. Geheeb, die aanvankelijk de bedreigende gevolgen van de overname van de NS-partij voor de school en zijn familie niet wilde erkennen, emigreerde in 1934 met zijn Joodse vrouw Edith en ongeveer 25 studenten en enkele medewerkers naar Zwitserland en richtte daar de Ecole d'Humanité op. De Odenwaldschool bleef tijdens het nazitijdperk onder leiding van de langdurige vrienden van Geheeb, de latere leden van de NSDAP Heinrich Sachs (lid sinds 1940) en Werner Meyer (lid sinds 1937) bestaan, en opereerde sinds april 1934 onder de naam "Gemeenschap van de Odenwaldschool". Sachs en Meyer waren bereid om de pedagogische principes van Geheeb op te geven en verregaande concessies te doen aan de nazi-autoriteiten om de school te laten voortbestaan. In januari 1934 formuleerde Meyer bijvoorbeeld "voorstellen voor de inrichting van de Odenwaldschool als landbouwschool in de nazi-staat" tegenover Max Cassirer, die affiniteit had met de NS. In 1938 werd de nieuw gebouwde sport- en feestzaal, later bekend als de "Theaterzaal", ingewijd met een slogan van Adolf Hitler over de "gezondheid van de jeugd". Op de school was er een Hitlerjugend-groep die op 3 september 1933 werd opgericht door leraar Jakob Zahrt en snel uitgroeide tot 30 leden. Reguliere zang- en trainingsavonden van de Hitlerjugend, militaire oefeningen, dienst bij de Jungvolk en de Bund deutscher Mädel maakten deel uit van het schoolschema. In 1939 verzocht de Reichsarbeitsdienst om de overname van de Odenwaldschool, waarbij werd gesteld dat "ze, omdat hun doelstellingen in strijd zijn met de nationaalsocialistische opvoedingsgemeenschap, niet langdurig kan voortbestaan". In 1939/40 vond de omschakeling plaats van het oude, jaargangsoverstijgende cursussysteem naar klassikaal onderwijs volgens algemene plannen. In 1940 werd het hele landgoed verpacht door de "Gemeenschap van de Odenwaldschool". Vanaf 31 augustus 1941 vielen de "Gemeenschap van de Odenwaldschool" en alle voormalige Duitse particuliere internaten onder het toezicht van SS-Obergruppenführer August Heißmeyer. Op 26 juni 1943 droeg Heißmeyer Sachs op om de "Gemeenschap van de Odenwaldschool" voor te bereiden op nationalisering, die echter niet meer plaatsvond. In 1944 werd weliswaar bepaald door de overheidsinstanties dat de school per 1 mei 1945 genationaliseerd zou moeten worden door middel van inspectie door de "Duitse thuisopleidingen", maar verschuivingen in de planning en vertragingen bij de bouw van het "Goethehaus" voorkwamen dit. Als gevolg daarvan werd bevolen dat het "Goethehaus" verpacht moest worden aan een wapenbedrijf.

### Nieuwe start na 1945
Op aansturen van Cassirer en Geheeb, die na 1945 niet meer terugkeerde naar Duitsland of naar de Odenwaldschule, stemde tegen Heinrich Sachs en liet zijn herhaalde verzoeken onbeantwoord, nam Minna Specht begin 1946 de leiding van de school over met goedkeuring van de Amerikaanse militaire administratie. Na de Tweede Wereldoorlog werd het onderwijssysteem van de school meerdere keren hervormd. In 1963 werd de school een UNESCO-projectschool. De school was lid van het scholennetwerk "Blick über den Zaun". Begin jaren zeventig kocht de vereniging die de Odenwaldschule ondersteunde het landgoed en de gebouwen van de erfgenamen van de familie Cassirer. Onder leiding van Walter Schäfer slaagde de school erin om haar reputatie als "voorbeeldinternaat" van hervormings- en liberale pedagogiek te vernieuwen of te vestigen, wat tot in de jaren 1980 onkritisch werd voortgezet in het tijdperk van Becker.

## Geïntegreerde middelbare school
De Odenwaldschool was een geïntegreerde middelbare school. Dankzij de inzet van het bedrijf Freudenberg/Weinheim, dat in de jaren '60 leerling-studenten naar de Odenwaldschool stuurde, werd de uitbreiding van de werkplaatsen bevorderd, zodat studenten een duale opleiding tot timmerman of metaalbewerker met nationaal erkende diploma's naast hun beroepsgerichte middelbare school of het algemeen vormend middelbare school diploma konden volgen; ook opleidingen tot IT-assistent of chemisch-technisch assistent waren mogelijk naast het middelbare school diploma. Sinds 2013 was het ook mogelijk om opgeleid te worden tot assistent media- en ontwerptechnologie.

### Leven op de Odenwaldschool
Er waren in totaal 250 schoolplaatsen; aan het einde van 2011 bezochten ongeveer 200 studenten de Odenwaldschool. In 2010 kwam ongeveer de helft van de studenten uit Hessen, een vijfde rechtstreeks uit de regio Bergstraße, "bijna een derde van hen waren kinderen van de jeugdzorg". De meesten woonden in het internaat in familie-achtige woonruimtes van zes tot tien personen. De klassengrootte was gemiddeld 17 studenten. Ongeveer de helft van de ongeveer 120 medewerkers gaf les op de school.

### Kosten
Voor een internaatsplaats moest maandelijks 2.370 € worden betaald (stand schooljaar 2012/13); voor begeleide opleidingen werd een extra vergoeding in rekening gebracht. Externe studenten betaalden een lager tarief.

## Systematisch seksueel misbruik

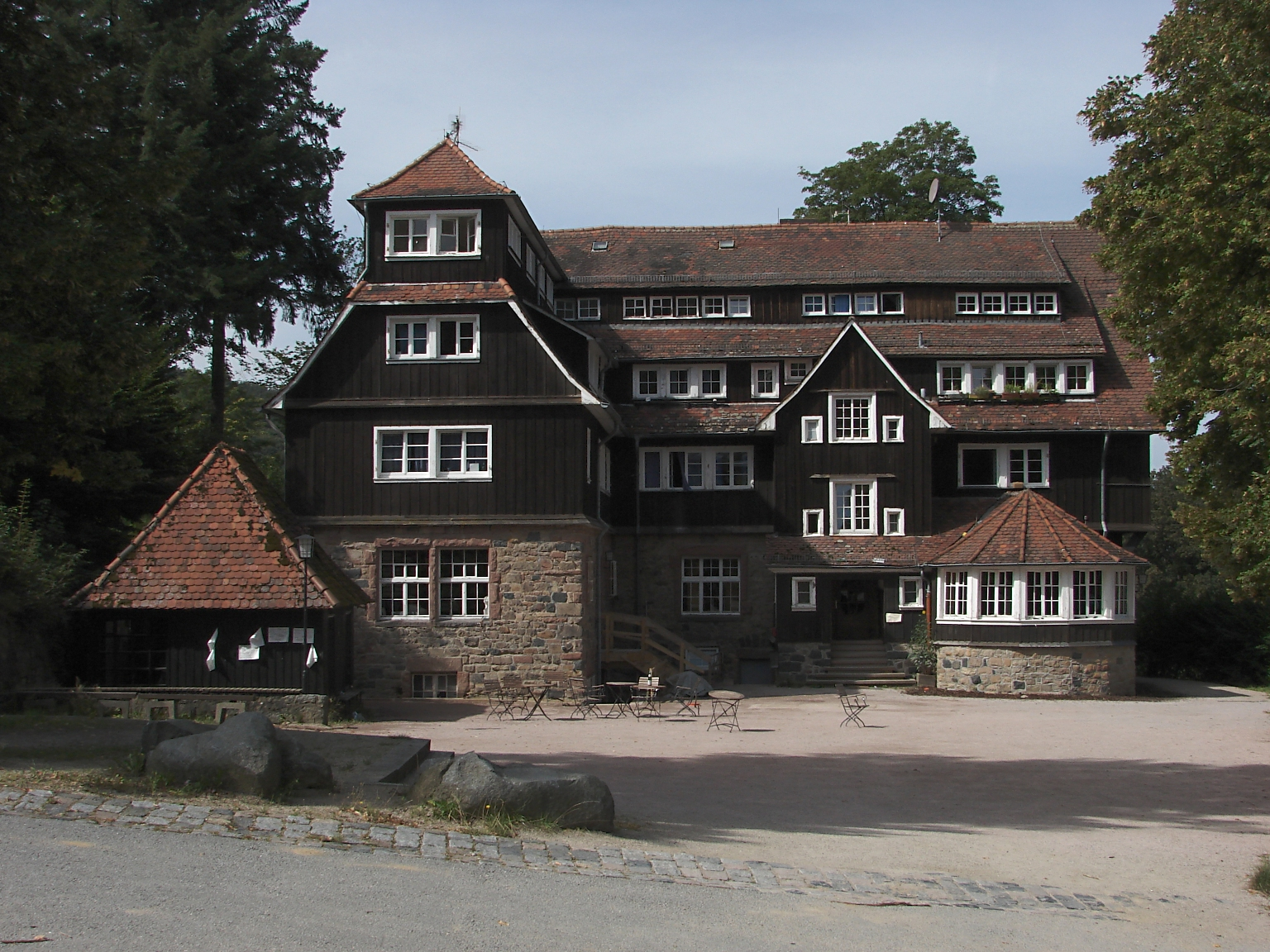
Goethehaus, 2008

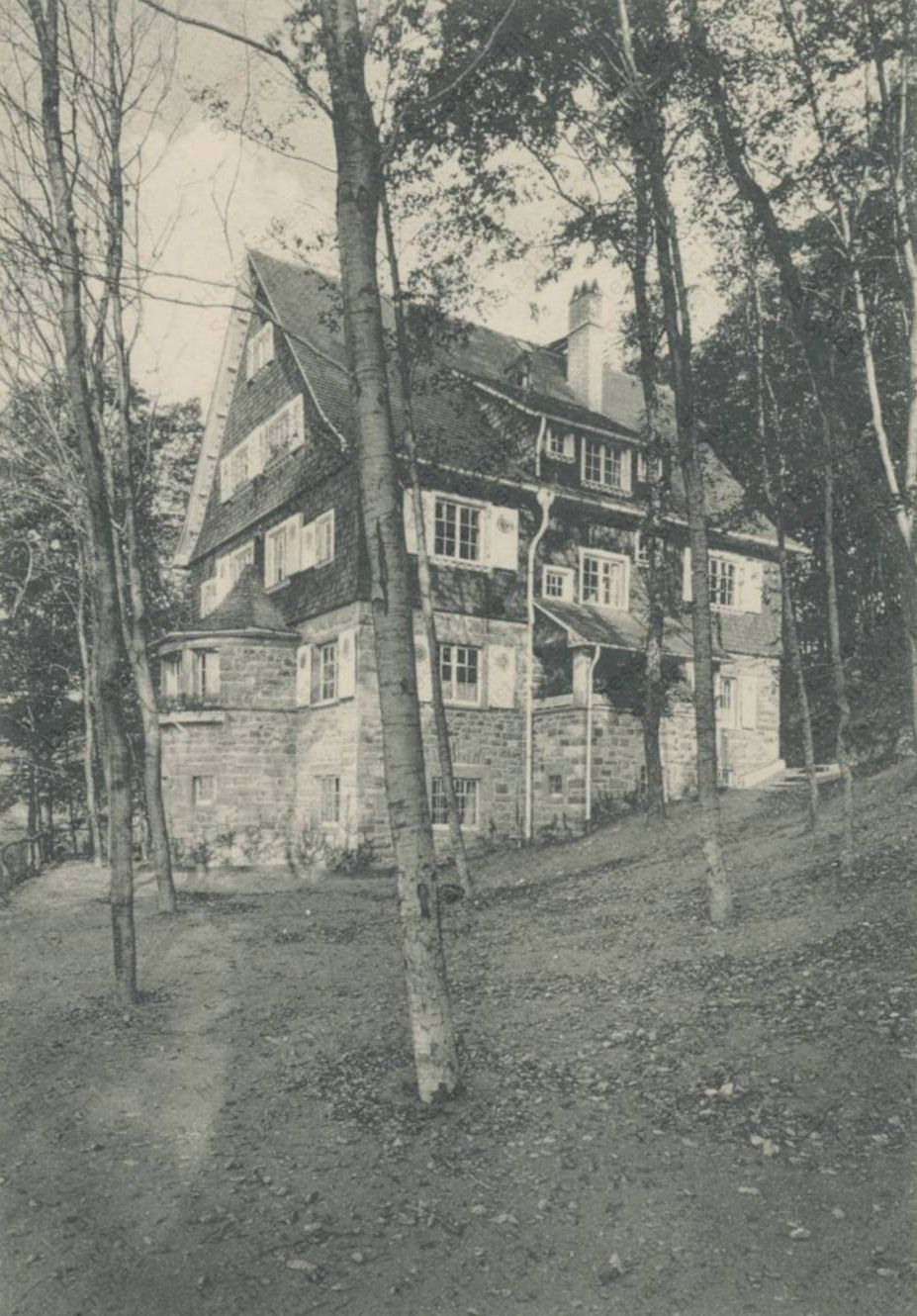
Herderhaus, 1920

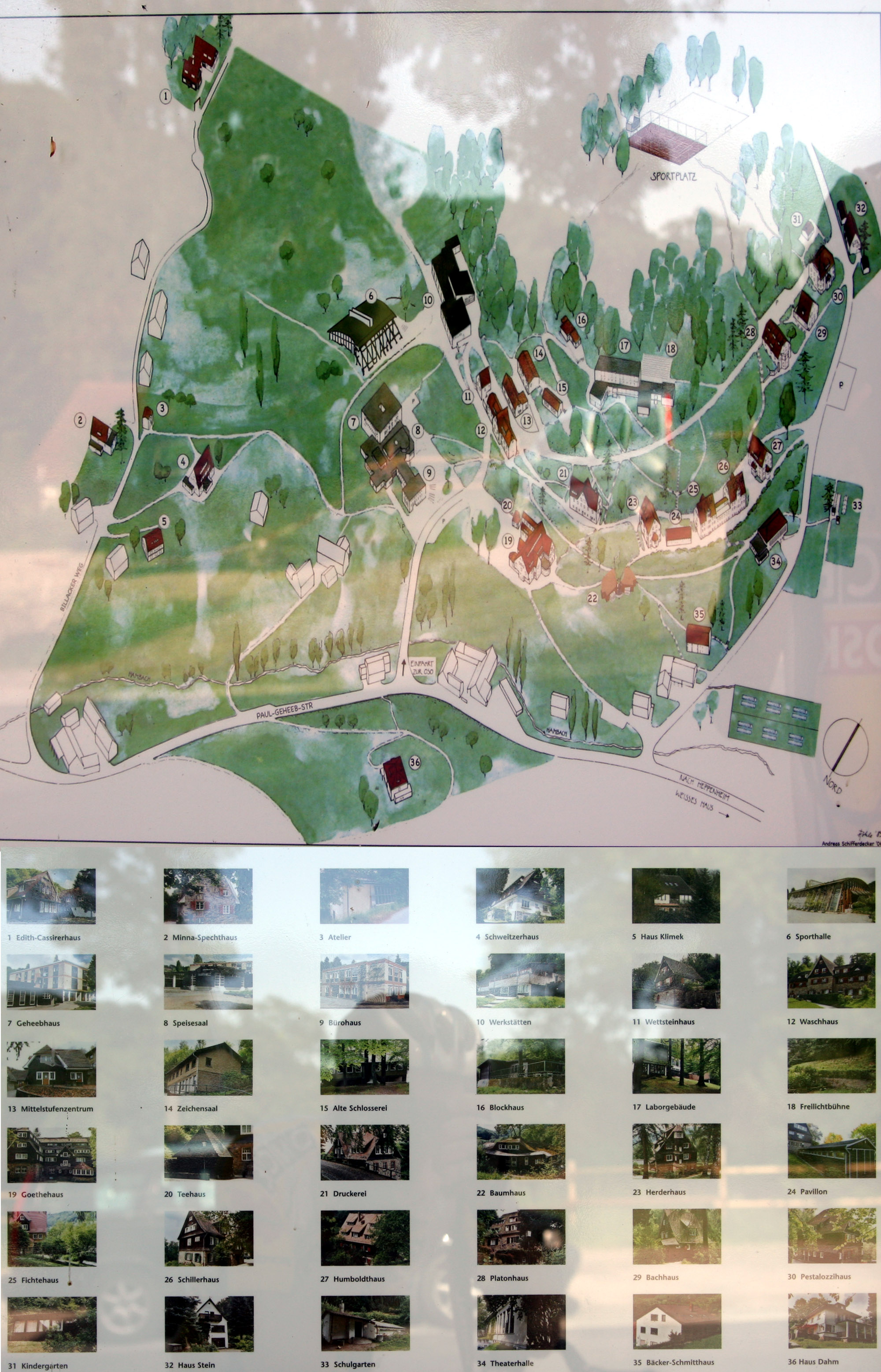
Plattegrond, 2010

In 1999 werden voor het eerst door een artikel van Jörg Schindler in de Frankfurter Rundschau meldingen van voormalige studenten bekend over het systematische seksuele misbruik door de toenmalige schooldirecteur Gerold Becker in de jaren 70 tot 80. Andreas Huckele, die van 1981 tot 1988 de Odenwaldschule bezocht en in het krantenartikel onder het pseudoniem "Jürgen Dehmers" werd beschermd, en "Thorsten Wiest" (pseudoniem) hadden zich al in juni 1998 gewend tot de toenmalige schooldirecteur Wolfgang Harder en 26 medewerkers met deze beschuldigingen en eisten maatregelen nadat ze hadden vernomen dat Becker begin 1998 als invaldocent terugkeerde naar de Odenwaldschule. Huckele had in 1997/98 ook twee brieven persoonlijk aan Becker geschreven en om een reactie gevraagd.
Een van de plaatsen delict: het "Herderhaus", hier op een hedendaagse ansichtkaart uit 1920
Als gevolg hiervan ontmoetten de twee "oud-studenten" schoolhoofd Wolfgang Harder, leraar Peter Dehnert en de toenmalige SPD-lid van de Bondsdag Peter Conradi als vicevoorzitter van de vereniging die verantwoordelijk is voor de school voor een gesprek en kwamen overeen om het misbruik aan te pakken, wat echter niet gebeurde. Het schoolbestuur liet alleen weten dat Gerold Becker "de verklaringen van de betrokkenen niet heeft tegengesproken en zijn functies en taken in de vereniging van de school en in de vriendenkring heeft neergelegd". Het bestuur, dat de beschuldigingen had onderzocht, was tot de conclusie gekomen dat ze na bijna 15 jaar niet meer "strafrechtelijk relevant" waren.

### Verwerking en compensatie
Toen op 17 november 1999 Jörg Schindlers artikel over seksueel geweld op de Odenwaldschool verscheen, leidde dit niet tot een openbare discussie die adequaat was voor de aard en ernst van de gebeurtenissen die ter sprake kwamen. Andere media hebben er niet over bericht en er was geen reactie van de politiek of de rechtshandhavingsinstanties. Florian Lindemann, destijds woordvoerder van de "oud-leerlingen", bekritiseerde echter in een later gepubliceerde lezersbrief de berichtgeving scherp. Hij beschuldigde Schindler van "sensatiejournalistiek" en "misbruik van misbruik" en verweet hem "profilering". De strafrechtelijke verwerking van de Becker-zaak was al in 1999 door het openbaar ministerie van Darmstadt vanwege verjaring stopgezet.
Pas in de context van de bekend geworden misbruikzaken op het Canisius-Kolleg Berlijn in januari 2010 en in aanloop naar de honderdste verjaardag van de Odenwaldschool heeft Margarita Kaufmann, die sinds 2007 als directeur van de school fungeerde, een nieuw onderzoek aangevraagd en om opheldering gevraagd. In 2009 vonden op uitnodiging van Kaufmann drie bijeenkomsten plaats in Frankfurt tussen vertegenwoordigers van de Odenwaldschool en voormalige leerlingen die slachtoffer waren van seksueel misbruik (onder andere Andreas Huckele, Thorsten Wiest en Gerhard Roese); andere deelnemers waren Benita von Daublebsky als vertegenwoordiger van de vereniging van dragers, de voormalige leraar Salman Ansari en de filmmaker Luzia Schmid. Kaufmann sprak later van 33 slachtoffers die zich tot maart 2010 bij haar hadden gemeld en van acht leraren die zich tussen 1966 en 1991 schuldig hadden gemaakt aan seksuele intimidatie. Als mede-hoofddader naast Becker werd in de Frankfurter gesprekken Wolfgang Held genoemd, de in 2006 overleden muziekleraar die, net als Becker, met zijn internaat "familie" in het "Herderhaus" onder één dak leefde: Becker op de begane grond, Held op zolder. De Frankfurter Rundschau meldde op 6 maart 2010 dat voormalige slachtoffers van Held uitgaan van 50 tot 100 overtredingen. Held maakte vakantiereizen met zijn slachtoffers naar Griekenland en nam daarbij verschillende bevriende pedofielen mee. Op feesten in de bosbungalow van een ondernemer in de buurt van Heidelberg presenteerde hij "zijn jongens" voor prostitutie. Ook meisjes werden seksueel geïntimideerd en verkracht door de leraren van de school.
De schrijfster Amelie Fried, die van 1969 tot 1975 leerling was op de Odenwaldschule, beschreef in 2010 hoe haar "vaderfiguur" haar in de meisjessanitairruimte had geduwd. Hij had de meisjes "gedwongen om strip-poker te spelen in zijn appartement". Vrienden hadden opmerkingen gemaakt over de voorkeur van Becker "voor kleine jongens", terwijl de leraren ervoor hadden gezorgd dat de slachtoffers de schuld vooral bij zichzelf zochten.
In totaal werden zes van de 13 onderzoeken, waaronder een tegen Wolfgang Harder wegens verdenking van ambtsbelemmering, door het Openbaar Ministerie in Darmstadt weer stopgezet tot 2 mei 2010. Eind mei 2010 werd er nog onderzoek gedaan naar zes voormalige leraren en een leerling. In geen van de gevallen kwam het tot een vonnis.
Enkele maanden voor zijn dood vroeg Gerold Becker in maart 2010 in een brief aan de Odenwaldschule om vergeving aan zijn slachtoffers en schreef dat hij zijn in 1999 (na de eerste rapporten) uitgesproken gespreksaanbod opnieuw deed. Op 7 juli 2010 overleed Becker, van wie de daden als verjaard werden beschouwd, zonder ooit strafrechtelijk verantwoordelijk te worden gehouden.
De leiding van de Odenwaldschule wees aanvankelijk in juli 2010 een schadevergoeding af in een brief aan de slachtoffers. In september 2010 werd echter toch een financiële compensatie beloofd voor 50 getroffen voormalige leerlingen. Daarnaast zouden andere onopgeloste gevallen worden onderzocht.
In maart 2010 verzocht schoolhoofd Kaufmann de raad van bestuur van de vereniging om af te treden, wat uiteindelijk onder grote publieke druk gebeurde. De meerderheid in de nieuwe raad van bestuur bestond tijdelijk uit voormalige, ook door misbruik getroffen leerlingen zoals Adrian Koerfer en Dieter Grah.
In april 2010 publiceerde Jörg Schindler in de Frankfurter Rundschau de onder de titel Misbruik en Doofpot samengestelde chronologie van de schandalen 1998-2010.
In het voorjaar van 2010 kreeg de Odenwaldschule de opdracht om de onderzoeken naar misbruik te laten uitvoeren door advocaat Claudia Burgsmüller uit Wiesbaden en voormalig president van het gerechtshof Frankfurt am Main, Brigitte Tilmann. Volgens hun 35 pagina's tellende eindrapport, dat op 17 december 2010 werd gepubliceerd, werden ten minste 132 studenten tussen 1965 en 1998 slachtoffer van aanvallen door leraren. De juristen gaven aan dat de documentatie onvolledig was.
Officiële correspondentie van de school, gevonden in het archief en verwerkt in een proefschrift, duidt erop dat er al onder leiding van de oprichters Paul en Edith Geheeb gevallen van misbruik van meisjes en jongens waren op de Odenwaldschule. Er is echter in geen geval aangifte gedaan. In september 2010 richtte de slachtoffervereniging Glasbrechen zich op om mensen te helpen die seksueel, fysiek en psychisch geweld hebben ervaren op de Odenwaldschule. In maart 2011 verscheen de monografie van Christian Füller: Sündenfall. Wie die Reformschule ihre Ideale missbrauchte. Füller noemt de school onder leiding van Becker een "pedagogisch paradijs met martelkamer" naar het voorbeeld van een "aristocratische androcratie". Hij spreekt van pedofielen en "kinderoof" die een deel van de school systematisch hebben overgenomen. Ook in 2011 verscheen het boek Wie laut soll ich denn noch schreien? van Andreas Huckele, geschreven onder het pseudoniem "Jürgen Dehmers", dat het steeds weer uitgestelde, vertraagde, halfslachtige en uiteindelijk mislukte proces van verwerking aan de Odenwaldschule sinds 1999 uitgebreid documenteert. In zijn dankwoord in 2012 voor de Geschwister-Scholl-Prijs, die hem voor dit boek werd toegekend, bekritiseerde hij dat de school sinds het eerste artikel in de Frankfurter Rundschau in 1999 niets had gedaan. Tilman Jens, voormalig student en lid van de vereniging die de Odenwaldschule ondersteunde van 2010 tot 2014, publiceerde in 2011 het omstreden boek Freiwild. Die Odenwaldschule - Ein Lehrstück von Tätern und Opfern. In de context van de publicatie van het boek bekritiseerde Jens in een interview op Deutschlandradio de aanpak van het misbruik en sprak hij in dit verband van "hysterie" en de "jacht" op vermeende "aantoonbaar onschuldige" leraren. Hij zei dat er veroordelingen in het algemeen werden uitgesproken. In het boek bekritiseerde hij ook dat "huisverboden" tegen leraren waren uitgesproken op basis van beschuldigingen door individuele slachtoffers van misbruik, waarvan Jens sommige getuigenissen in twijfel trok door te wijzen op het fenomeen van "valse herinneringen". Een passende "geloofwaardigheidscontrole" was niet uitgevoerd, noch door de schoolhoofd Kaufmann noch door de advocaten Burgsmüller en Tilmann, die verantwoordelijk waren voor het eindrapport 2010 en waarvan Jens voorhield dat ze de juridische grondslag van Audiatur et altera pars hadden genegeerd.Jan Küveler bekritiseerde in zijn boekrecensie in Die Welt dat Jens in zijn verdediging van mogelijk onschuldige individuen zich laat verleiden tot generalisaties die nauwelijks te onderscheiden zijn van bagatelliseringen. Gerhard Roese, die Jens ongeloofwaardigheid als getuige had beschuldigd, bekritiseerde op zijn beurt Jens' weergave als een "les in omgekeerde schuld". Alan Posener daarentegen noemde Jens' boek in Die Welt am Sonntag een "belangrijk boek [...] dat hopelijk het begin markeert van een serieuze discussie over het taboe van de pedagogische eros". In zijn laatste, postume boek uit 2021, getiteld "De vrijheid om te leven en te sterven. Een belijdenis", uitte Jens zelfkritiek bij terugblik: "Vandaag schaam ik me dat ik niet nauwkeurig genoeg heb gekeken. Er waren genoeg aanwijzingen voor systematisch misbruik. (...) Ik besefte pas veel later de diepten van deze reformpedagogiek."
In juli 2011 legde de toenmalige directeur Kaufmann haar functie neer; officieel werd dit gerechtvaardigd doordat zij zich voortaan uitsluitend zou richten op het onderzoeken van de misbruikzaken.
Zonder media-aandacht richtten in juli 2011 de vereniging Odenwaldschule e.V., evenals de oud-studentenvereniging en steunvereniging van de Odenwaldschule e.V., de stichting "Bruggen bouwen" op. Volgens de statuten moet de stichting voornamelijk hulpmaatregelen uitvoeren en ondersteunen voor mensen die lichamelijk en geestelijk letsel hebben opgelopen door seksueel geweld op de Odenwaldschule. Volgens de stichting was er tot juni 2016 in totaal 536.000 euro uitgekeerd aan slachtoffers, waardoor ongeveer 45 betrokkenen direct geholpen zijn, volgens een media-bericht. Na de sluiting van de school heeft de staat Hessen zich bereid verklaard geld ter beschikking te stellen voor de compensatie van slachtoffers van seksueel misbruik op de Odenwaldschule. Deze financiële hulp was nodig geworden omdat de stichting geen geld meer had ontvangen van de voormalige beheerdersvereniging. De stichting heeft onder meer de kosten van therapie voor sommige slachtoffers gedekt.
Op 28 maart 2019 citeerde het misbruikslachtoffer Adrian Koerfer in Die Zeit onder andere een studie van de Universiteit van Rostock, waaruit bleek dat Becker alleen al minstens 200 leerlingen misbruikte. Volgens het onderzoek van Jens Brachmann (Universiteit van Rostock), Heiner Keupp, Peter Mosser en anderen waren in totaal meer dan 500 tot 900 leerlingen het slachtoffer van seksueel geweld op de school; meer dan twee dozijn leraren en andere medewerkers van de school waren betrokken bij de misdaden. Hun studies over de omvang, structuur en daders van systematisch seksueel geweld op de Odenwaldschule verschenen in 2019 in boekvorm.
In mei 2020, tien jaar na de onthulling van de misdaden en ongeveer vijf jaar na de sluiting van de Odenwaldschule, maakte de stichting "Brücken bauen" bekend dat er tot dusver meer dan 573.000 euro was uitbetaald aan de misbruiksslachtoffers. 46 slachtoffers hadden compensatiebetalingen ontvangen via de stichting. De stichting kende 140 slachtoffers, van wie velen echter "bewust" geen aanvraag hadden ingediend of terugschrokken voor een aanvraag "omdat dit weer gepaard zou gaan met een intensievere confrontatie met het onderwerp".

## Ontslag van docent vanwege kinderpornografie en ontslag van de schoolleiding
Op 9 april 2014 werd tijdens een onderzoek naar kinderpornografie de woning van een docent die sinds 2011 les gaf doorzocht. De beschuldigde docent gaf toe dat hij voor zijn aanstelling bij de Odenwaldschule dergelijke bestanden van het internet had gedownload. De schoolleiding heeft vervolgens de man ontslagen. Landrat Matthias Wilkes bekritiseerde de schoolleiding omdat zij zich niet aan de beloofde transparantie had gehouden. De vereniging die de school beheerde heeft schoolleider Siegfried Däschler-Seiler en internaatleider Juliana Volkmar in juli 2014 ontslagen. Eerder had internaatleider Volkmar een concept voor de herstructurering van het internaatsbeheer gepresenteerd dat was opgesteld door een werkgroep van conferentiedeelnemers, studentenvertegenwoordigers en een lid van het bestuur van de vereniging. Volgens dit concept zou de dubbele functie van docent/woonbegeleider worden afgeschaft. Het arbeidshof van Darmstadt oordeelde later dat het ontslag van schoolleider Siegfried Däschler-Seiler onrechtmatig en nietig was.
De in 2014 ontslagen docent Frank G., die oorspronkelijk was aangeklaagd wegens kindermisbruik en het bezit van kinderpornografie, werd in 2016 door het Landgericht Darmstadt in hoger beroep veroordeeld tot een voorwaardelijke gevangenisstraf van één jaar wegens het bezit van kinderpornografie.

## Reddingspogingen en einde van de schoolactiviteiten
In februari 2015 presenteerde Gerhard Herbert, als voorzitter van de vereniging van eigenaren, een managementteam bestaande uit schoolhoofd Rainer Blase, internaatdirecteur Sonya Mayoufi en directeur Marcus Halfen-Kieper. Blase, die nog onder contract stond bij een andere school, zou aan het begin van het schooljaar 2015/16 in functie treden. Tot die tijd was de waarnemend directeur Jan Fuchs (bovenbouwleider van de OSO) belast met de leiding van de school. Het nieuwe managementteam probeerde het vertrouwen in de Odenwaldschule te herstellen en een einde te maken aan het falen van de organisatie in de afgelopen jaren. De verantwoordelijkheid voor de school moest worden overgedragen aan een stichting en een non-profit GmbH.
Op 25 april 2015 kwam de schoolvereniging bijeen, waarna voorzitter Gerhard Herbert verklaarde dat "men had moeten constateren hoeveel krediet en vertrouwen de school had verspeeld": de school kon geen nieuw geld binnenhalen. Daarom zou het schooljaar 2014/2015 het laatste zijn. Op 15 juni 2015 maakte de schoolleiding bekend dat de financiële middelen voor het voortbestaan van de school waren uitgeput en dat de fondsoplossing niet tijdig kon worden gerealiseerd vanwege juridische problemen. Op 16 juni 2015 meldde de vereniging van eigenaren zich bij de curator als insolvent. Het nieuwe managementteam werd op 27 juli 2015 ontslagen door de vereniging van eigenaren in een geschil met de curator. In een interne brief aan ouders en medewerkers hadden Mayoufi en Halfen-Kieper enkele dagen daarvoor meegedeeld dat zij niet beschikbaar waren, omdat "een 'nieuwe' school, niet in de laatste plaats vanwege het verschrikkelijke verleden, gekenmerkt zou moeten worden door verantwoordelijkheidsbesef en vertrouwen. Dit vertrouwen ontbreekt echter."
Voor de rechter zijn beide succesvol opgetreden tegen hun (onmiddellijke) ontslag. In de loop van de lente van 2015 probeerden de studenten door middel van posters en oproepen tot donaties de Odenwaldschule te redden. Het lukte hen om tegen juni 2015 het volledige bedrag van 2,5 miljoen euro dat nodig was voor de voortzetting van de school in te zamelen. Desondanks besloot het ministerie van Onderwijs om onbekende redenen de voortzetting niet goed te keuren.
Nadat de Rekenkamer van de staat geen "economische levensvatbaarheid" had gezien voor voortzetting van de activiteiten, gaven het ministerie van Cultuur en het ministerie van Sociale Zaken als verantwoordelijke instanties op 2 september 2015 geen vergunning voor de geplande voortzetting van de Odenwaldschool onder een nieuwe naam en trokken alle bestaande vergunningen van de voormalige Odenwaldschool in. In februari 2016 werd het schoolterrein met zijn monumentale gebouwen te koop aangeboden door de curator. Een groep ouders en sponsors, die eerder al had geprobeerd om de school voort te zetten onder de naam Schuldorf Lindenstein, beoordeelde deze ontwikkeling als positief, omdat nu een investeerder die al geruime tijd interesse had, aan bod kon komen. De roerende inventaris van de klaslokalen en werkplaatsen en de bibliotheek werden geveild in augustus 2016, de opbrengst ging naar de faillissementsboedel. Sommige percelen van het voormalige schoolterrein waren op dat moment al verkocht, voor de overige onroerende goederen liepen concrete onderhandelingen. De verkoop van het onroerend goed vond plaats in november 2016 aan een ondernemersfamilie uit Mannheim. Over de exacte identiteit van de koper en zijn plannen voor het terrein werd aanvankelijk geheimhouding overeengekomen. Het gebouwencomplex zou behouden blijven in het kader van de monumentenzorg en een nieuwe bestemming krijgen. Na bekendmaking van de verkoop maakte de initiatiefgroep Schuldorf Lindenstein, bestaande uit ouders en sponsors, het einde van hun inspanningen bekend. Door de verkoop aan de Mannheimse ondernemersfamilie Schaller waren alle plannen om de school voort te zetten vervallen.
Het archief van de school werd begin 2016 aan het Hessische Staatsarchiv Darmstadt overgedragen door de curator om het te bewaren en toegankelijk te maken voor wetenschappelijk onderzoek met inachtneming van de privacywetgeving. Sinds 2017 is het schoolarchief te raadplegen via een inventarislijst op de website van het Hessische Staatsarchiv Darmstadt; persoonsgebonden leraren- en studentendossiers zijn beperkt toegankelijk omdat ze nog onder embargo staan.